# Grand Prix automobile de France 1981
Résultats du Grand Prix de France de Formule 1 1981 qui a eu lieu sur le circuit de Dijon-Prenois le 5 juillet.

## Classement
| Pos. | No | Pilote            | Écurie          | Tours | Temps/Abandon                     | Grille | Points |
| ---- | -- | ----------------- | --------------- | ----- | --------------------------------- | ------ | ------ |
| 1    | 15 | Alain Prost       | Renault         | 80    | 1 h 35 min 48 s 13 (190,392 km/h) | 3      | 9      |
| 2    | 7  | John Watson       | McLaren-Ford    | 80    | + 2 s 29                          | 2      | 6      |
| 3    | 5  | Nelson Piquet     | Brabham-Ford    | 80    | + 24 s 22                         | 4      | 4      |
| 4    | 16 | René Arnoux       | Renault         | 80    | + 42 s 30                         | 1      | 3      |
| 5    | 28 | Didier Pironi     | Ferrari         | 79    | + 1 tour                          | 14     | 2      |
| 6    | 11 | Elio De Angelis   | Lotus-Ford      | 79    | + 1 tour                          | 8      | 1      |
| 7    | 12 | Nigel Mansell     | Lotus-Ford      | 79    | + 1 tour                          | 13     |        |
| 8    | 22 | Mario Andretti    | Alfa Romeo      | 79    | + 1 tour                          | 10     |        |
| 9    | 6  | Héctor Rebaque    | Brabham-Ford    | 78    | + 2 tours                         | 15     |        |
| 10   | 2  | Carlos Reutemann  | Williams-Ford   | 78    | + 2 tours                         | 7      |        |
| 11   | 33 | Marc Surer        | Theodore-Ford   | 78    | + 2 tours                         | 21     |        |
| 12   | 8  | Andrea De Cesaris | McLaren-Ford    | 78    | + 2 tours                         | 5      |        |
| 13   | 3  | Eddie Cheever     | Tyrrell-Ford    | 77    | + 3 tours                         | 19     |        |
| 14   | 29 | Riccardo Patrese  | Arrows-Ford     | 77    | + 3 tours                         | 18     |        |
| 15   | 23 | Bruno Giacomelli  | Alfa Romeo      | 77    | + 3 tours                         | 12     |        |
| 16   | 4  | Michele Alboreto  | Tyrrell-Ford    | 77    | + 3 tours                         | 23     |        |
| 17   | 1  | Alan Jones        | Williams-Ford   | 76    | + 4 tours                         | 9      |        |
| Abd. | 26 | Jacques Laffite   | Ligier-Matra    | 57    | Collision                         | 6      |        |
| Abd. | 17 | Derek Daly        | March-Ford      | 55    | Moteur                            | 20     |        |
| Abd. | 27 | Gilles Villeneuve | Ferrari         | 41    | Turbo                             | 11     |        |
| Abd. | 25 | Patrick Tambay    | Ligier-Matra    | 30    | Roulement de roue                 | 16     |        |
| Abd. | 20 | Keke Rosberg      | Fittipaldi-Ford | 11    | Suspension                        | 17     |        |
| Abd. | 14 | Eliseo Salazar    | Ensign-Ford     | 6     | Suspension                        | 22     |        |
| Np.  | 21 | Chico Serra       | Fittipaldi-Ford |       | Accident                          | 24     |        |
| Nq.  | 30 | Siegfried Stohr   | Arrows-Ford     |       | Non qualifié                      |        |        |
| Nq.  | 35 | Brian Henton      | Toleman-Hart    |       | Non qualifié                      |        |        |
| Nq.  | 9  | Slim Borgudd      | ATS-Ford        |       | Non qualifié                      |        |        |
| Nq.  | 31 | Beppe Gabbiani    | Osella-Ford     |       | Non qualifié                      |        |        |
| Nq.  | 36 | Derek Warwick     | Toleman-Hart    |       | Non qualifié                      |        |        |

## Pole position et record du tour
- Pole position : René Arnoux en 1 min 05 s 95 (vitesse moyenne : 207,430 km/h).
- Meilleur tour en course : Alain Prost en 1 min 09 s 14 au 64e tour (vitesse moyenne : 197,859 km/h).

## Tours en tête
- Nelson Piquet : 58 (1-58)
- Alain Prost : 22 (59-80)

## À noter
- 1re victoire pour Alain Prost.
- 5e victoire pour Renault en tant que constructeur.
- 5e victoire pour Renault en tant que motoriste.
- La course est interrompue au 58e tour à cause de la pluie. Un second départ est donné, le classement final se fera par addition des temps des 2 manches.